# Le Barbier de Séville (film, 1933)
Pour les articles homonymes, voir Le Barbier de Séville (homonymie).
Pour plus de détails, voir Fiche technique et Distribution.
Le Barbier de Séville est un film musical français réalisé par Hubert Bourlon et Jean Kemm, et sorti en 1933.

## Synopsis
Rosine et le jeune Comte Almaviva sont amoureux l'un de l'autre, mais leur projet de mariage est contrarié par le baron Bartholo; heureusement Figaro parvient à tromper le baron. Almaviva courtise Suzanne qui doit épouser Figaro, et Chérubin est amoureux de la comtesse.

## Fiche technique
- Réalisation : Hubert Bourlon et Jean Kemm[1]
- Scénario : Pierre Maudru d'après la pièce de Beaumarchais[2]
- Producteurs : Antoine de Rouvre, Jacques Schwob d'Héricourt
- Photographie : Marcel Lucien, Raoul Aubourdier, Raymond Clunie
- Décors : Robert Gys
- Musique : Les Noces de Figaro de Mozart
- Montage : Jean Feyte
- Pays de production :  France
- Production : Société des Films Véga
- Distribution : Sirius Films
- Durée : 93 minutes
- Date de sortie : 
  - France : 29 décembre 1933
  - Belgique : 2 mars 1934
  - États-Unis : 22 septembre 1936

## Distribution
- André Baugé : Figaro
- Fernand Charpin : Bazile
- Pierre Juvenet :Bartholo
- Hélène Robert : Rosine
- Nane Germon : Fanchette
- Yvonne Yma : Marcelline
- Monique Rolland : Chérubin
- Josette Day : Suzanne
- Jean Galland : Comte Almaviva